# 陈焱
陈焱（？—？），陕西盩厔人，是一名清朝政治人物。
陈焱曾于1752年接替胡具体任南汇县知县一职，1753年由张世友接任。